# Schatz von Preslaw

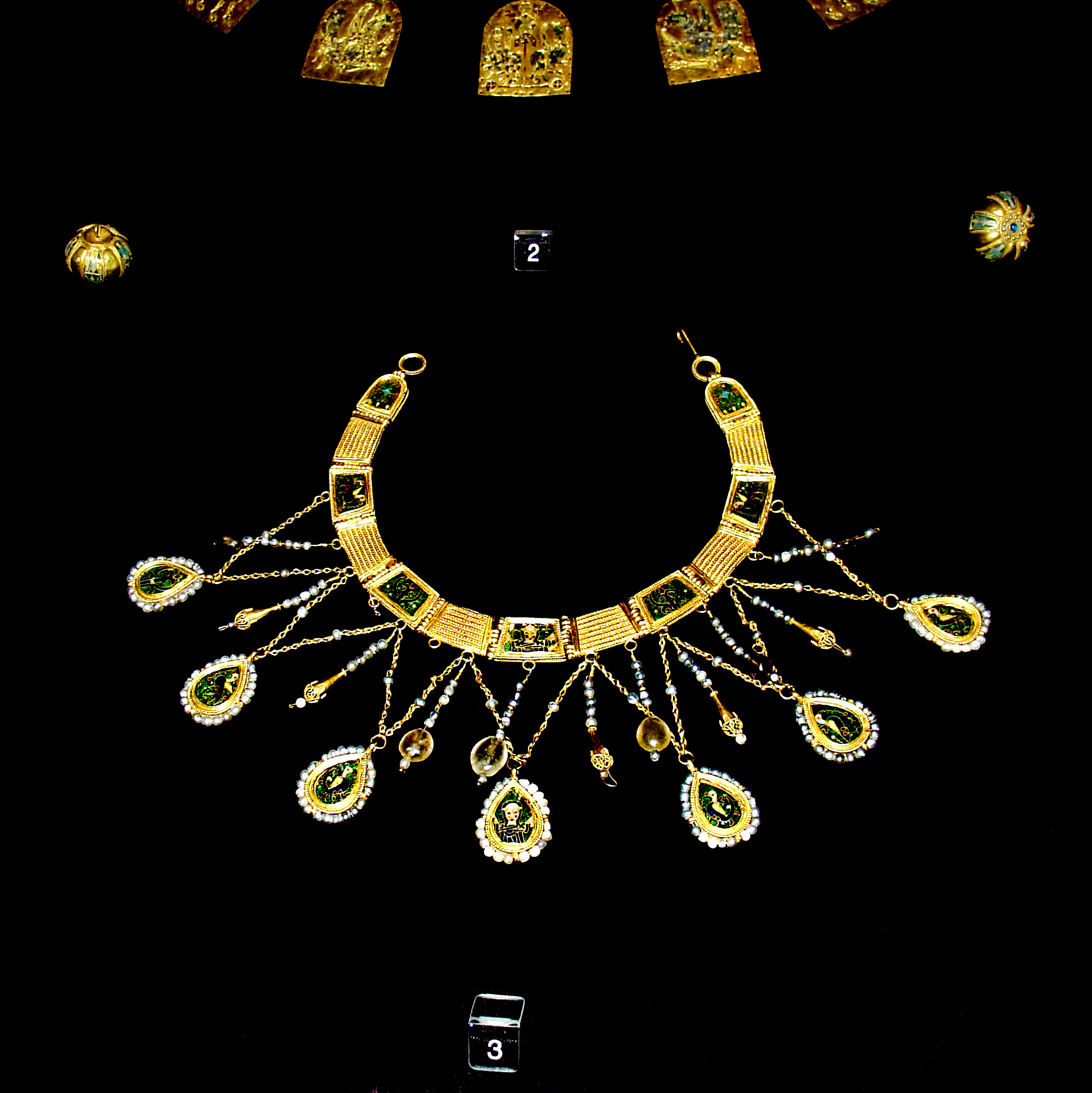
Schmuckplatten eines Diadems (oben) und doppelseitiger byzantinischer Halsschmuck mit Bergkristallen und Amethysten (unten)

Der Schatz von Preslaw (bulgarisch Преславско съкровище) ist ein archäologischer Fund aus Weliki Preslaw in der ostbulgarischen Oblast Schumen. Er besteht aus reich verzierten Schmuckgegenständen einer Frau, die in Konstantinopel und in Preslaw im 10. Jahrhundert gefertigt wurden, sowie aus weiteren Fundstücken, die aus dem 3. bis 7. Jahrhundert datieren.

## Fundort
Teile des Depotfundes wurden im Herbst 1978 von Bauern beim Anlegen eines Weinberges in Kastana, 3 km nordwestlich von Preslaw, der ehemaligen Hauptstadt des ersten Bulgarischen Reiches entdeckt.
Der Schatz wurde bei den folgenden archäologischen Ausgrabungen in den Resten einer primitiven Hütte des damaligen Preslawer Vorortes Kastana in einem gemauerten Ofen gefunden.

## Geschichte
Bei Grabungen kamen 170 goldene, silberne und bronzene Objekte, darunter 15 silberne byzantinische Münzen der Kaiser Konstantin VII., und Romanos II. sowie weitere Fundstücke aus dem 3. bis 7. Jahrhundert zutage.
Der Schatzfund von Preslaw wurde wahrscheinlich während der Ereignisse der Jahre 970 und 972 deponiert, als Preslaw zuerst durch den Kiewer Fürsten Swjatoslaw I. und zwei Jahre später durch den byzantinischen Kaiser Johannes Tzimiskes erobert wurde.

## Beschreibung
Verschiedene Techniken der Schmuckherstellung wurden zur Fertigung der Verzierungen, Knöpfe, Aufnäher usw. benutzt: Grubenschmelztechnik, Granulation mit staubkorngroßen Goldkügelchen, Filigranarbeiten mit feinem Golddraht und Einlegetechniken aus Perlen und buntem Emaille.
Eines der Fundstücke aus dem Schatzfund von Preslaw ist ein doppelseitiger Halsschmuck aus 13 goldenen, an einer goldenen Kette aufgereihten Platten. An dieser Kette hängen, wiederum an Ketten, sieben tropfenförmige Medaillons. Auf jedem von ihnen und auf den Platten befinden sich verschiedene Darstellungen der Muttergottes und anderer Heiligen aus buntem Emaille, sowie Vögel, Blätter und andere Ornamente. Die Trägerin des Halsschmuck stand wahrscheinlich unter dem Schutz der Muttergottes, die auf beiden Seiten des mittleren Medaillons abgebildet ist. Es ist möglich, dass das Schmuckstück ein Hochzeitsgeschenk des Zaren Peter I. an seine Braut Maria-Irina von Byzanz, die Enkelin des byzantinischen Kaisers Romanos I. Lakapenos, war. Die Annahme, dass es sich um ein Hochzeitsgeschenk handelte, beruht darauf, dass die abgebildeten Wasservögel Glück in der Familie und eheliche Treue symbolisieren. Florin Curta von der Universität von Florida vermutet, dass der Schmuck einer der beiden Töchter Maria-Irinas gehörte, die ihn auf einer Reise mit ihrer Mutter nach Konstantinopel im Jahr 940 erhielt.
Ein zweites Schmuckstück ist ein Diadem aus mehreren goldenen Schmuckplatten mit einem Dekor von farbigem Cloisonné-Emaille. Einige Schmuckplatten sind nicht erhalten. Die mittlere Tafel zeigt den makedonischen König Alexander der Große mit zwei Greifen, in einen Wagen zum Himmel aufsteigend. Dieses Motiv wird häufig in der byzantinischen Kunst verwendet und hat von da aus in die bulgarische Kunst Eingang gefunden. Die anderen Platten zeigen fabelhafte und mythologische Bilder, darunter Darstellungen geflügelter Hunde.
Beide Schmuckstück sind byzantinische Arbeiten.